# ان‌جی‌سی ۴۰۴۱
ان‌جی‌سی ۴۰۴۱ (انگلیسی: NGC 4041) نام یک کهکشان است.